# Hotel Garden Plaza
El Hotel Garden Plaza (ex Hotel del Sol) es un hotel ubicado en la ciudad de San Miguel de Tucumán, Tucumán, Argentina. Este se encuentra frente a la Plaza Independencia en el Barrio Centro de la capital.

## Generalidades
El establecimiento hotelero se localiza donde anteriormente funcionaba el Hotel del Sol, inaugurado en 1983. En 2018 el edificio fue remodelado para ser el Hotel Garden Plaza. Así el hospedaje fue inaugurado el 29 de agosto del mismo año por el gobernador Juan Manzur, el vicegobernador Osvaldo Jaldo, el intendente Germán Alfaro y la diputada Beatriz Ávila.
El hotel es de categoría 4 estrellas, contando con 12 pisos superiores y 100 habitaciones; de estas 4 son suites presidenciales y 8 juniors suites. También se halla un restaurante y patio cervecero, salones de congresos, gimnasio, piscina, spa y un estacionamiento cubierto con capacidad para 100 vehículos.